# أيلود نوتالي
أيلود نوتالي (الاسم العلمي:Elodea nuttallii) هو نوع من النباتات يتبع جنس الأيلود من الفصيلة الحب المائية.